# Baños árabes de Ferreira
Los baños árabes de Ferreira se encuentran ubicados en una zona periférica dentro de la alquería medieval de la localidad española de Ferreira, provincia de Granada, y fueron construidos entre los siglos XII y XIII.
Estos baños fueron reutilizados para uso doméstico, garantizándose así su buen estado de conservación, ya que la estructura del baño permanece actualmente embutida en una vivienda, lo que ha contribuido de manera muy importante a su buen estado de conservación y confirma la solidez de la fábrica de mampostería de esquistos unidos con mortero de cal.

## Descripción
El edificio se corresponde con la tipología habitual de baño árabe propio del mundo rural nazarí. Reproduce el esquema de tres naves paralelas con accesos ligeramente escorados. Queda constituido por la sucesión de salas abovedadas de planta rectangular o trapezoidal cada una con función definida. Estas salas son la bayt al-barid (sala fría), la bayt al-wastani (sala templada) y la bayt al-sajun (sala caliente), precedidas en algunos casos por una habitación que actúa como vestíbulo, la bayt al-maslaj. 
Las salas se cubren con bóvedas de cañón con tres lumbreras rectangulares en cada una de ellas, actualmente cegadas. 
Fuera de los muros perimetrales quedarían la caldera y el horno, que debieron estar adosados a la sala caliente.
Las tres naves paralelas se disponen de forma ligeramente escalonada adaptándose a la pendiente del terreno. 
El acceso original al baño desde el exterior no se conserva, aunque en el muro norte de la primera sala se observa un hueco posteriormente cegado que podría haber sido la entrada originaria y que estaría precedida por un vestíbulo. 
Actualmente, a las distintas naves se entra por una habitación de la vivienda adosada a los baños. 

## Fuente
- Este artículo incluye contenido derivado de una disposición relativa al proceso de protección, incoación o declaración de un bien cultural o natural publicada en el BOE n.º 69 el 20 de marzo de 2004 (texto), el cual está libre de restricciones conocidas en virtud del derecho de autor de conformidad con lo dispuesto en el artículo 13 de la Ley de Propiedad Intelectual española.

- Datos: Q5723898